# 服部正相
服部 正相（はっとり まさすけ）は、江戸時代後期の出羽国米沢藩の藩士。家格は与板組(三手組；上士階級)。石高は80石、後に250石。通称は初め吉弥、後に与右衛門。号は豊山。

## 経歴
明和2年（1765年）に出生。天明5年（1785年）に藩校興譲館定詰となり、3年間勤学する。後に藩主上杉治憲の実子で、藩主嗣子上杉治広の養子上杉顕孝の学問相手となる。寛政6年（1794年）に顕孝が死去すると細井平洲の下で勤学。
寛政9年（1797年）に家督相続。後に興譲館主事や町奉行、仲之間年寄を勤め、藩校に科挙を参考にした学科試験制度を導入。上杉治憲から始まる藩政改革では神保綱忠や須田満丈らとともに「転法派」に属し、米沢藩の商品作物の青苧について、これまで藩が買い上げる役苧に加え、耕作者の取り分である商人苧についても問屋専売にすることを主張する。これはかつて藩政改革を主導した竹俣当綱の持論とも言われる。
しかし、莅戸善政ら藩主流派は青苧専売制は強化するが、専売対象から外れる商人苧を藩買い上げにしない方針だったので対立、治憲により服部らの案は却下され、服部は隠居閉門となる。なお、多くの処分者を出したこの事件を世に「青苧一件」という。後に服部は上山藩に招聘されて上山藩藩校で藩士教育にあたる。天保4年3月22日（1833年5月11日）死去。